# Разъезд 15 км (Астраханская область)
Разъезд 15 км, рзд 15 км, Разъезд 15 километр, 15 километр — населённый пункт в Ахтубинском районе Астраханской области. Входит в состав муниципального образования «Город Ахтубинск».

## География
Уличная сеть отсутствует.

## Население
| 2002 | 2010 |
| ---- | ---- |
| 11   | ↗20  |

Национальный и гендерный состав
По данным Всероссийской переписи населения 2010 года проживало 20 человек (12 мужчин, 8 женщин). Согласно результатам переписи 2002 года, в национальной структуре населения казахи составляли 100 % от общей численности в 11 человек.

## Инфраструктура
Обслуживание железной дороги.

## Транспорт
Железная дорога, у посёлка действует разъезд 15 км.